# برمجة النسخ واللصق

تظهر الصور مشكلة التعديلات المنسية عند إنتاج برمجة اللصق.

برمجة النسخ واللصق (يشار إليها أحيانا فقط ببرمجة اللصق) هو إنتاج شفرة (كود) برمجية حاسوبية عبر عمليات النسخ واللصق المتكررة للغاية لشفرات جاهزة، وهو في المقام الأول مصطلح ازدرائي ويقصد منه بواسطة أولئك الذين يستخدمونه غالبا عدم أهلية الناسخ ومقدرته البرمجة الكافية. قد يكون التوجه لهذا الأمر نتيجة لبعض القيود التقنية أيضاً (مثل بيئات التطوير المعقدة والتي لايمكن للحس البرمجي توقعها) وبالتالي يتم عادة استخدام شفرات برمجية كتبها اشخاص في مواقع الانترنت أو مكتبات جاهزة بدلاً من الخوض في التعقيدات والتوقعات غير البديهية. ومع ذلك فإن هناك مناسبات تكون فيها برمجة النسخ واللصق مقبولة أو حتى ضرورية مثل حالات الشفرة المتداولة وهي مدعومة من قبل بعض المحررات البرمجية على شكل قصاصات جاهزة.